# جوزپه کایمی
جوزپه کایمی (انگلیسی: Giuseppe Caimi; ۱۹ دسامبر ۱۸۹۰ – ۲۶ دسامبر ۱۹۱۷) بازیکن فوتبال اهل پادشاهی ایتالیا بود.
از باشگاه‌هایی که در آن بازی کرده‌است می‌توان به باشگاه فوتبال اینتر میلان اشاره کرد.